# Gruvdvärgspindel
Gruvdvärgspindel (Lessertia dentichelis) är en spindelart i familjen täckvävarspindlar. Den ingår i släktet Lessertia och beskrevs först av den franska araknologen Eugène Simon år 1884. Gruvdvärgspindeln blir bara några millimeter stor och lever vanligen i fuktiga grottor, kloaker och liknande miljöer.
Arten förekommer i olika delar av Europa och på Kanarieöarna samt Madeira. Den förekommer även i Kanada och Nya Zeeland. Notabla förekomster finns i Litauen, medan den i Sverige endast påträffats i delar av Stockholmsområdet. I övriga Europa påträffas arten i västligare länder, som i Storbritannien, Benelux, Frankrike, Spanien och Portugal.

## Biologi
Arten blir endast några millimeter stor, med en genomsnittlig kroppslängd på mellan 2,4 och 3,5 millimeter. Den har ofta en ljusbrun framkroppssköld (carapax) och dito ben, medan färgen på bakkroppen kan variera från blek till mörkt pigmenterad.

### Biotoper
Gruvdvärgspindel återfinns mestadels i naturliga grottor eller andra grottliknande miljöer med tillräcklig fuktighet. Det inkluderar gruvor, kloaker och filterbäddar i vattenreningsanläggningar. Arten är dock inte rädd för ljus och förekommer därför både i öppnare miljöer under och ovan jord.
I Stockholmsområdet förekommer arten i tunnlar, nära sipprande vatten längs med bergväggar och ofta i närheten av bladmossor. På sådana mossor kan även små kräftdjur av typen harpacticider, ring- och rundmaskar påträffas.
Fynden ovan jord är betydligt ovanligare, men arten har även noterats på öppen ruderatmark i bland annat Berlin (1972). 1953 påträffades arten i en köksträdgård i Belgien. 1968 noterades arten på arten sandrör bland sandiga kullar i England, och 15 år senare upptäcktes den i ett saltmarsklandskap i Wales. Den friesiska ön Schiermonnikoog var 1984 värd för enstaka exemplar av arten på tuvor av glesstarr. 1966 påträffades en enstaka individ (hane) i en fuktig nisch i ett bergsmassiv sydväst om Wrocław. Den har även påträffats på växten Melilotus neapolitanus (inom släktet sötväpplingar) på sandiga kullar. Fuktigheten är en primär egenskap vid val av levnadsmiljö.

### Fortplantning och liv
Individerna når könsmoget stadium under det femte utvecklingsstadiet, vilket inträffar ungefär tre månader efter att de lämnat äggkokongen. Honorna kan bli könsmogna hela året, medan hanar endast når vuxenstadiet på hösten. Hanen har en framträdande tand på gripkäkarna (chelicererna), vilket bidragit till artnamnet. Honor parar sig endast en gång, men därefter kan ägg läggas i ett antal kokonger spridda över en avsevärd tid. I snitt läggs sex ägg i en och samma äggkokong, och en enstaka hona har noteras lägga upp till 22 äggsamlingar.
Livslängden för både honor och hanar har ungefär samma tidsspann. Det sträcker sig mellan 12 och 15 månader.

### Föda
Gruvdvärgspindel livnär sig ofta på fjärilsmygga. Myggorna, som i sin tur lever av organiskt slam, finns även inomhus (i golvbrunnar och avloppsrör i badrum).

### Vetenskaplig historik
1884 beskrevs arten för första gången, då som Tmeticus dentichelis, av spindelforskaren Eugène Simon. Han hade inhämtat sitt forskningsmaterial från den franska kusten vid Medelhavet. Först 1908 definierades spindelsläktet Lessertia, vilket fått sitt namn efter araknologen Roger de Lessert.

## Utbredning och förekomster
Gruvdvärgspindel har antagits vara mer ursprunglig i länder runt Medelhavet eller i fuktiga miljöer väster därom. Förekomst har noterats i många grottor i Portugal, Spanien, norra Italien och Sardinien. Däremot har inga upptäckter gjorts i någon del av Balkan, trots omfattande efterforskningar. En hypotes är att arten med mänsklig hjälp spridits norrut och därigenom kunnat etablera sig i gruvor och liknande människopåverkade miljöer. Även luftburen spridning, exempelvis via svävtrådar, har noterats hos denna och andra arter inom familjen täckvävarspindlar.
Arten hade fram till mitten av 1900-talet bland annat påträffats i en källare till ett engelskt bryggeri (1892), ett reningsverk i tyska Hamburg (1907) samt en engelsk filterbädd (del av reningsverk, 1908). 1911 påträffades arten på flera ställen i Paris (en gård mellan hus i Sorbonne samt i katakomberna) samt i en trädgård i Belfast. Samma år upptäcktes gruvdvärgspindel i olika franska och senare spanska grottor. På 1930-talet uppmärksammades den i olika gruvor i norra Frankrike. 1937 hittades spindeln i en filteranläggning i ett reningsverk i danska Lyngby.

### Storbritannien
I Storbritannien har arten huvudsakligen noterats i delar av centrala och norra England. Dessutom finns spridda förekomster längre söderut samt i Wales.
1914 noterades arten i en skotsk kolgruva och två år senare återigen från en vattenreningsanläggning i England. 1974 uppskattades den i Storbritannien vara spridd från en stor mängd engelska grevskap och upp till södra Skottland.

### Sverige
Gruvdvärgspindel är bofast och reproducerande i Sverige, den nordligaste förekomsten i Europa. Rödlistebedömning var 2020 enligt SLU Artdatabanken "Ej tillämplig".
I Sverige återfinns arten i Stockholmsområdet. Landets första fynd gjordes 1980 inne på Kungsträdgårdens station i Stockholms tunnelbana. Stationen (som invigdes 1977) är en grottliknande inomhusstation med nakna bergväggar, vatten och lampljus. Denna miljö har varit gynnsam för många arter och har där skapat ett specifikt ekosystem. Ingen vet hur gruvdvärgspindeln ursprungligen kom dit, men vuxna individer, ägg eller kokonger kan ha kommit med arbetsmaskiner när tunnelbanan skapades på 1970-talet. Senare har fynd gjorts på tunnelbanestationerna Akalla och Sundbybergs Centrum, i en underjordisk dagvattentunnel nära Roslagstull samt avloppsreningsverket i Bromma.
Populationen i Kungsträdgårdens station var den första kända i Sverige. Artens förekomst där har i massmedier och av forskare beskrivits som den enda i Sverige, även efter övriga upptäckter. I slutet av 2023 förstördes delar av ekosystemet när en städfirma av misstag spolade stationens väggar med högtrycksspruta. Forskare kunde dock i januari 2024 åter hitta gruvdvärgspindlar och andra arter och hoppades på en återhämtning.

### Utanför Nord- och Centraleuropa
Utanför norra och centrala Europa har gruvdvärgspindel senare påträffats på en mängd andra ställen. På den portugisiska ön Madeira har arten noterats både 1938 och 1987, och spindeln har påträffats på de båda Kanarieöarna Teneriffa och La Gomera.
Tydliga exempel på spridning av arten via människan finns från Kanada och Nya Zeeland. 1988 beskrevs fynd av arten i Victoria, huvudstad i British Columbia, och samma år noterades den från Westland på Sydön i Nya Zeeland.